# Henry Picard
Henry Gilford Picard (* 28. November 1906; † 30. April 1997) war ein US-amerikanischer Profigolfer der 1930er und 1940er Jahre. Er gewann 26 Turniere auf der Pga-Tour darunter das Masters und die PGA Championship. Im Jahr 2006 wurde er in die World Golf Hall of Fame aufgenommen.

## Karriere
Geboren in Plymouth, Massachusetts, erlernte Picard das Golfspielen als Caddie im Plymouth Country Club. Bereits mit Anfang 20 war er ein talentierter Spieler und erlangte durch das Training mit dem damals führenden Golflehrer Alex Morrison Bekanntheit.
1931 arbeitete Picard als Head-Professional im Charleston Country Club in South Carolina, als die Weltwirtschaftskrise ausbrach und die Folgen der Great Depression durchschlugen. Picard hatte nur noch fünf Dollar in der Tasche und seine Bank war geschlossen. Erschwerend kam hinzu, dass er und seine Frau Sunny ihr erstes Kind erwarteten und die Mitgliederzahl des Charleston Country Clubs aufgrund rückläufiger Umsätze zurückging. Daraufhin wurde Picard mitgeteilt, dass der Club sein Gehalt nicht mehr bezahlen könne.
Es gab jedoch einige Förderer in Charleston, die noch Geld hatten und Picards Karriere verwirklichen wollten. Ihre Lösung: Da sie sich kein Gehalt leisten konnten, zahlten sie Picard basierend auf seinen Golfergebnissen – 5 Dollar für eine Runde Even Par, 10 Dollar für ein Ergebnis unter Par und so weiter. Spielte er gut, gab es Essen für seine Familie. Spielte er nicht gut, drohte Hunger.
Um seine Familie zu ernähren, schlug er täglich über 500 Golfbälle, und übte das für ihn charakteristische Fußrollen, bis er blutende Blasen an den Füßen hatte. Die Ergebnisse waren unbestreitbar. Picard errang zwischen 1935 und 1939 21 seiner 26 offiziellen PGA-Tour-Siege.
Nach einer Daumenverletzung, die er 1938 erlitt, wechselte von einem Overlap-Griff zu einem Interlocking-Griff. Im Jahr 1938 gewann er das Masters und im Jahr 1939 die PGA Championship.